# Omnidirektionales Laufband

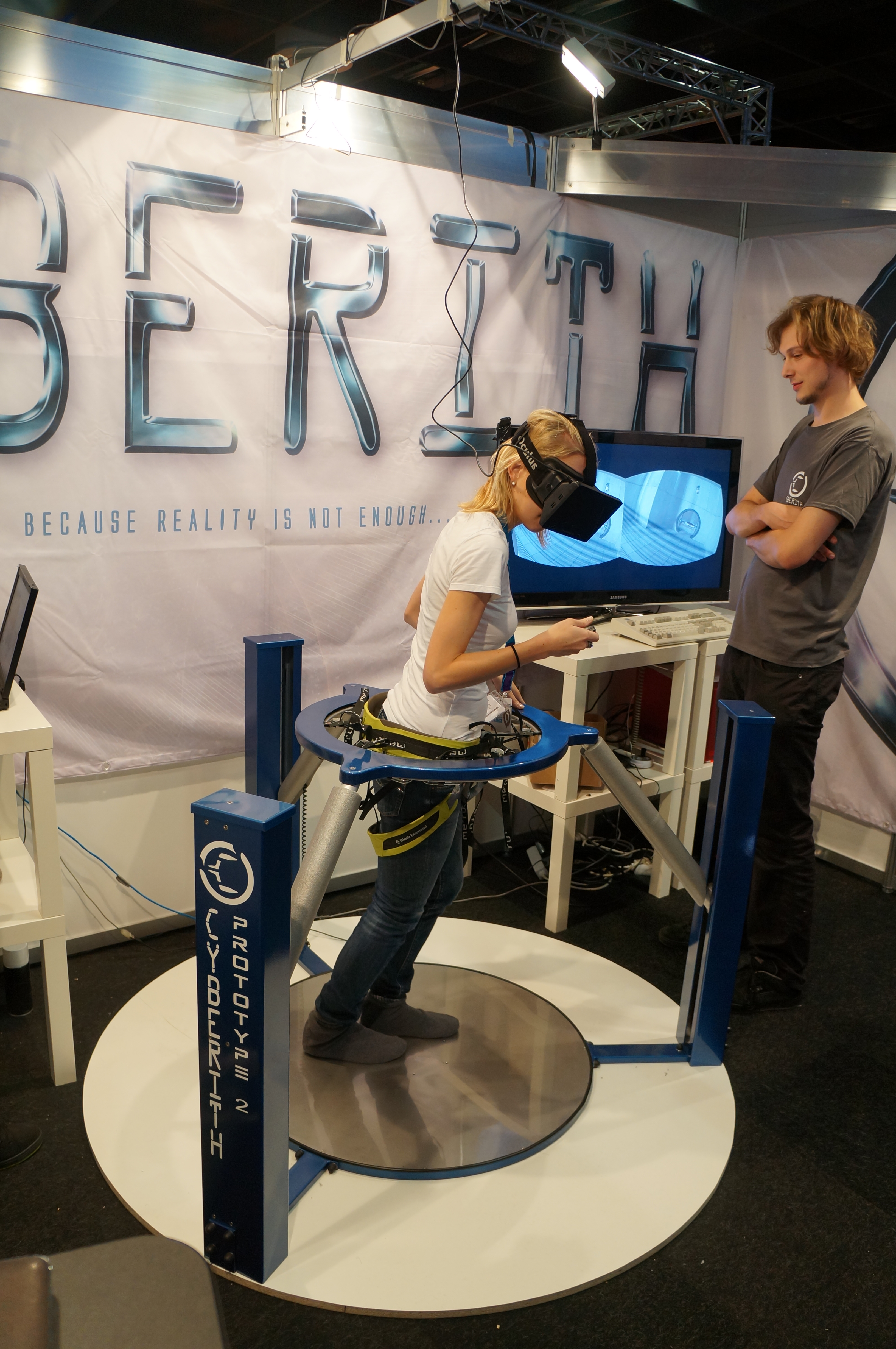
Omnidirektionales Laufband auf der Gamescom 2013

Ein omnidirektionales Laufband (eng. omnidirectional treadmill) ist eine Art der Laufbänder, die sich aber mit ihrer 360 Grad Bewegungsmöglichkeit zu herkömmlichen Laufbändern unterscheiden. Sie werden besonders für Virtuelle Realität und andere Arten der Simulation benutzt, um unbegrenzte Bewegungsfreiheit zu gewährleisten.

## Funktionsweise
Es gibt verschiedene Weisen, auf die ein omnidirektionales Laufband funktionieren kann:
- Es kann mit bestimmten Schuhen funktionieren, die auf dem Boden gleiten, während der Benutzer an einem Sicherheitsgeschirr stabilisiert wird.
- Es kann auch mithilfe eines Laufbandes funktionieren, das sich 360 Grad mit beispielsweise Rollen bewegen kann.